# CBAT-DT
CBAT-DT est une station de télévision néo-brunswickoise publique de langue anglaise située à Fredericton appartenant à la Société Radio-Canada et faisant partie du réseau CBC.

## Nouvelles
CBAT produit un bulletin de nouvelles tous les jours de 18 h à 19 h.

## Histoire
La station est entrée en ondes le 22 mars 1954 sous la propriété de New Brunswick Broadcasting Company (en) sous le nom de CHSJ-TV situé à Saint-John. Les ré-émetteurs à travers le Nouveau-Brunswick ont été installés entre 1961 et 1978.
Originellement, CHSJ était l'affilié CBC pour le sud de la province alors que CKCW (en) Moncton s'occupait du nord. Par contre, CKCW a changé d'affiliation en 1969 pour devenir une station du réseau CTV. CHSJ a alors ajouté un ré-émetteur à Moncton, mais en attendant d'en ajouter dans le nord de la province, trois ré-émetteurs de CKCW ont continué de diffuser quelques émissions de la CBC jusqu'en 1976.
En 1994, la Société Radio-Canada a fait l'acquisition de CHSJ-TV, renommé CBAT-TV et rapatrié ses studios à Fredericton.

### Télévision numérique terrestre et haute définition
CBC et Radio-Canada opère plus de 600 antennes à travers le pays. Le CRTC a imposé la date du 31 août 2011 pour la fin de la télévision analogique par antenne où tous les diffuseurs doivent fonctionner en numérique, mais plus tard a identifié 28 marchés obligatoires à la transition. Compte tenu des coûts importants dans le remplacement et l'acquisition d'équipement de diffusion vers le numérique, CBC a décidé de ne convertir que dans les marchés obligatoires où elle possède une station, éteignant les ré-émetteurs dans les marchés obligatoires et laissant les autres en mode analogique. Pour le Nouveau-Brunswick, ces marchés sont Saint John, Moncton et Fredericton, où un émetteur analogique situé au Mont Champlain dessert Fredericton et Saint John, et un ré-émetteur dessert Moncton.
En mars 2011, le CRTC a refusé la demande de la CBC afin d'ajouter un émetteur numérique dans la ville de Fredericton, ne couvrant pas Saint John ni Moncton, qui se retrouveraient donc sans service. Devant le mécontentement de la population, CBC a déposé une demande afin de conserver un service analogique dans ces régions et le CRTC leur a accordé une période d'un an pour effectuer la conversion au numérique.
En août 2011, le CRTC approuve la nouvelle demande de la CBC pour l'émetteur numérique à Fredericton et une baisse de puissance de l'émetteur analogique du Mont Champlain. Le nouvel émetteur numérique entre en service le 1er septembre 2011.

## Antennes
En avril 2012, à la suite des compressions budgétaires, CBC a annoncé la fermeture de tous les émetteurs analogiques ci-dessous dès le 31 juillet 2012. L'émetteur numérique de Fredericton restera en fonction.